# Bernard de Paule
Bernard de Châteauneuf de Paule ,  mort en 1427, est un prélat français  du XVe siècle. 

## Biographie
Bernard de Paule est membre de l'ordre des dominicains et est prévôt de Grasse. Il est élevé à l'épiscopat de Grasse en 1408. La perte de la ville d'Antibes ayant diminué ses revenus, il fut déchargé par Jean XXIII en 1410, d'une partie de la dixme papale. L'établissement de l'archidiaconé du chapitre de Grasse, auquel il donne son consentement, est de  1421.